# 東地中海事件
34°N 21°E / 34°N 21°E
東地中海事件（Eastern Mediterranean Event）是發生在2002年6月6日的一次高能空中爆炸事件，地點在地中海上空，大約34°N 21°E（位於利比亞和希臘的克里特之間）。這次的爆炸，類似於一顆小原子彈的能量，被認為是一顆未偵測到的潛在威脅小行星接近地球造成的。這顆天體解體並且未找到任何殘骸，因為它發生在海面上，未曾觸及地面，所以也沒有形成坑洞。
此一事件發生在2001-02年印巴危機期間，這使西蒙·伍爾登將軍担心此一事件會引發兩國之間的核子戰爭，在不同的時間點，可能會蹂躪這兩個地區，造成超過10萬人的死亡。